# Lastola
Lastola (in lingua russa Ластола) è una città situata in Russia, nell'Oblast' di Arcangelo, più precisamente nel Primorskij rajon.